# Villa Jeanneret-Perret
Villa Jeanneret-Perret (conosciuta anche come Maison Blanche) è il primo progetto indipendente dell'architetto svizzero Le Corbusier. Costruita nel 1912 a La Chaux-de-Fonds, città natale di Charles-Edouard Jeanneret, fu disegnata per i suoi genitori. Aperta al pubblico dal 2005, la casa è sotto il patronato della commissione svizzera per l'UNESCO ed è stata proposta dal Governo Svizzero per l'iscrizione come Patrimonio dell'umanità.

## Storia
Nel febbraio 1912, Charles-Edouard Jeanneret aprì il suo ufficio di architettura a La Chaux-de-Fonds, la città dove nacque e dove iniziò la sua carriera dopo aver completato il corso avanzato all'École d'Art (Scuola d'Arte). L'architetto, che in seguito prese il nome "Le Corbusier", aveva 25 anni. Lui distanziò se stesso dallo spirito dell'Art Nouveau, viaggiò in Europa e nell'Est Centrale, imparò dai maestri dell'architettura moderna. La Maison blanche fu il suo primo progetto indipendente ed una creazione molto personale. Jeanneret visse e lavorò lì dal 1912 al 1915. Nel 1919 la casa fu venduta. Ebbe molti proprietari nel corso del secolo fino al 2000, quando venne comprata e ristruttura dall'"Associazione Maison blanche". Fu riaperta al pubblico nel 2005.

## Design
Villa Jeanneret-Perret è un testimone pioniere dell'architettura del XX secolo e dello sviluppo di Le Corbusier; la sua caratteristica di stile neo-classico va in antitesi con l'arte regionale Art Nouveau ed è basata sulla sua esperienza acquisita a Parigi come studente di Auguste Perret e a Berlino con Peter Behrens.